# Io canto Family (prima edizione)
La prima edizione del talent show musicale Io canto Family è andata in onda in prima serata su Canale 5 dal 20 maggio al 12 giugno 2024 per cinque puntate con la conduzione di Michelle Hunziker, la quale è subentrata al posto di Gerry Scotti. Le prime quattro puntate sono andate in onda di lunedì, mentre la finale di mercoledì.
La conduttrice è stata affiancata dalla giuria composta da Claudio Amendola, Al Bano (sostituito da sua figlia Jasmine Carrisi nella seconda puntata del 27 maggio 2024), Orietta Berti e Fabio Rovazzi (subentrato al posto della Hunziker, la quale è divenuta conduttrice), dai coach Iva Zanicchi, Fausto Leali, Anna Tatangelo, Cristina Scuccia, Mietta e Benedetta Caretta e con la partecipazione di Chiara Tortorella in qualità di inviata per R101.
L'edizione si è conclusa con la vittoria dalla coppia formata da Carlotta D'Amico e dalla madre Erika D'Amico (50000 €), che si sono aggiudicate anche il premio R101.

## Descrizione
L'obiettivo del programma resta quello di eleggere la voce più promettente tra bambini e ragazzi di età compresa tra i 10 e i 15 anni accompagnati da un membro della loro famiglia formando una coppia di cantanti, in cui la musica, però, resta la protagonista assoluta.

### Day-time
Dal 22 maggio al 12 giugno 2024 nel day-time di Canale 5 era stata introdotta una striscia quotidiana andata in onda dal lunedì al venerdì con il titolo Io canto Family Pillole.

### Sigla
La sigla di questa edizione era una cover della canzone We Are Family dei Sister Sledge.

### Studio
Il programma veniva trasmesso presso lo studio 20 del Centro di produzione Mediaset di Cologno Monzese (Milano).

## Cast

### Concorrenti

#### Puntate 1-5
| Coach            | Coach             | Coppia di concorrenti        | Coppia di concorrenti   |
| Coach            | Coach             | Ragazzi                      | Familiare               |
| ---------------- | ----------------- | ---------------------------- | ----------------------- |
|                  | Anna Tatangelo    | Grace Cuomo                  | Joanna Cuomo (madre)    |
| Sara Gugliotta   | Anna Tatangelo    | Davide Gugliotta (padre)     |                         |
|                  | Benedetta Caretta | Aurora Cavese                | Daniela Cavese (madre)  |
| Diletta Genovese | Benedetta Caretta | Marco Genovese (padre)       |                         |
|                  | Cristina Scuccia  | Sofia Pighi                  | Cristian Pighi (padre)  |
| Irene Bucci      | Cristina Scuccia  | Maurizio Bucci (padre)       |                         |
|                  | Fausto Leali      | Chiara Orlando               | Michele Orlando (padre) |
| Daniel Musa      | Fausto Leali      | Giorgia Musa (madre)         |                         |
|                  | Iva Zanicchi      | Alessandro Bruco             | Antonio Bruco (nonno)   |
| Giulia Ghirlanda | Iva Zanicchi      | Alessandra Ghirlanda (madre) |                         |
|                  | Mietta            | Carlotta D'Amico             | Erika D'Amico (madre)   |
| Marika Graziano  | Mietta            | Alessandro Graziano (padre)  |                         |

#### Finale
| Coppia di concorrenti | Coppia di concorrenti        | Stato                |
| Ragazzi               | Familiare                    | Stato                |
| --------------------- | ---------------------------- | -------------------- |
| Carlotta D'Amico      | Erika D'Amico (madre)        | Vincitrici           |
| Sara Gugliotta        | Davide Gugliotta (padre)     | Secondi classificati |
| Diletta Genovese      | Marco Genovese (padre)       | Eliminati            |
| Marika Graziano       | Alessandro Graziano (padre)  | Eliminati            |
| Giulia Ghirlanda      | Alessandra Ghirlanda (madre) | Eliminati            |
| Sofia Pighi           | Cristian Pighi (padre)       | Eliminati            |
| Daniel Musa           | Giorgia Musa (madre)         | Eliminati            |
| Grace Cuomo           | Joanna Cuomo (madre)         | Eliminati            |

### Giuria e coach
Legenda
     Giudice
     Coach
| Giurati / Coach   | Puntate | Puntate | Puntate | Puntate    | Puntate | Totale |
| Giurati / Coach   | 1       | 2       | 3       | Semifinale | Finale  | Totale |
| ----------------- | ------- | ------- | ------- | ---------- | ------- | ------ |
| Claudio Amendola  |         |         |         |            |         | 5      |
| Al Bano           |         |         |         |            |         | 4      |
| Orietta Berti     |         |         |         |            |         | 5      |
| Fabio Rovazzi     |         |         |         |            |         | 5      |
| Iva Zanicchi      |         |         |         |            |         | 5      |
| Fausto Leali      |         |         |         |            |         | 5      |
| Anna Tatangelo    |         |         |         |            |         | 5      |
| Cristina Scuccia  |         |         |         |            |         | 5      |
| Mietta            |         |         |         |            |         | 5      |
| Benedetta Caretta |         |         |         |            |         | 5      |
| Jasmine Carrisi   |         |         |         |            |         | 1      |

### Direttori d'orchestra
| Direttore d'orchestra | Puntate | Puntate | Puntate | Puntate    | Puntate | Totale |
| Direttore d'orchestra | 1       | 2       | 3       | Semifinale | Finale  | Totale |
| --------------------- | ------- | ------- | ------- | ---------- | ------- | ------ |
| Valeriano Chiaravalle |         |         |         |            |         | 6      |

### Radio speaker
Legenda
     Inviato/a
     Emittente radiofonica
| Inviato/a / Speaker | Puntate | Puntate | Puntate | Puntate    | Puntate | Totale |
| Inviato/a / Speaker | 1       | 2       | 3       | Semifinale | Finale  | Totale |
| ------------------- | ------- | ------- | ------- | ---------- | ------- | ------ |
| Chiara Tortorella   |         |         |         |            |         | 6      |
| R101                |         |         |         |            |         | 6      |

## Tabellone dello svolgimento del programma
|                  |                      | Puntate          | Puntate          | Puntate         | Puntate         | Puntate        | Puntate        | Puntate         | Puntate         | Puntate         | Puntate | Puntate   | Puntate   | Puntate        | Puntate              |
| 1                | 1                    | 2                | 2                | 3               | 3               | Semifinale     | Semifinale     | Semifinale      | Finale          | Finale          | Finale  | Finale    | Finale    |                |                      |
| ---------------- | -------------------- | ---------------- | ---------------- | --------------- | --------------- | -------------- | -------------- | --------------- | --------------- | --------------- | ------- | --------- | --------- | -------------- | -------------------- |
| Vittoria         | Vittoria             | Squadra Zanicchi | Squadra Zanicchi | Squadra Scuccia | Squadra Scuccia | Squadra Mietta | Squadra Mietta | Squadra Caretta | Squadra Caretta | Squadra Caretta | N.D.    | N.D.      | N.D.      | N.D.           | N.D.                 |
| Carlotta D'Amico | Erika D'Amico        | 4°               | N.D.             | 5°              | N.D.            | 1°             | N.D.           | 3°              | In finale       | In finale       | 1°      | 1°        | 2°        | In finalissima | Vincitrici           |
| Sara Gugliotta   | Davide Gugliotta     | 3°               | N.D.             | 4°              | N.D.            | 3°             | N.D.           | 2°              | In finale       | In finale       | 3°      | 3°        | 1°        | In finalissima | Secondi classificati |
| Diletta Genovese | Marco Genovese       | 2°               | N.D.             | 6°              | Salvati         | 2°             | N.D.           | 1°              | In finale       | In finale       | 4°      | 2°        | 3°        | Eliminati      |                      |
| Marika Graziano  | Alessandro Graziano  | 4°               | N.D.             | 5°              | N.D.            | 1°             | N.D.           | 3°              | In finale       | In finale       | 2°      | 4°        | 4°        | Eliminati      |                      |
| Giulia Ghirlanda | Alessandra Ghirlanda | 1°               | N.D.             | 2°              | N.D.            | 4°             | N.D.           | 5°              | Salvati         | In finale       | 5°      | 6°        | Eliminati |                |                      |
| Sofia Pighi      | Cristian Pighi       | 6°               | Salvati          | 1°              | N.D.            | 5°             | N.D.           | 4°              | In finale       | In finale       | 6°      | 5°        | Eliminati |                |                      |
| Daniel Musa      | Giorgia Musa         | 5°               | N.D.             | 3°              | N.D.            | 6°             | Salvati        | 6°              | Salvati         | In finale       | 7°      | Eliminati |           |                |                      |
| Grace Cuomo      | Joanna Cuomo         | 3°               | N.D.             | 4°              | N.D.            | 3°             | N.D.           | 2°              | In finale       | In finale       | 8°      | Eliminati |           |                |                      |
| Alessandro Bruco | Antonio Bruco        | 1°               | N.D.             | 2°              | N.D.            | 4°             | N.D.           | 5°              | Eliminati       | Eliminati       |         |           |           |                |                      |
| Chiara Orlando   | Michele Orlando      | 5°               | N.D.             | 3°              | N.D.            | 6°             | Eliminati      |                 |                 |                 |         |           |           |                |                      |
| Aurora Cavese    | Daniela Cavese       | 2°               | N.D.             | 6°              | Eliminati       |                |                |                 |                 |                 |         |           |           |                |                      |
| Irene Bucci      | Maurizio Bucci       | 6°               | Eliminati        | Eliminati       |                 |                |                |                 |                 |                 |         |           |           |                |                      |

## Ascolti

### Prima serata
| Puntata    | Messa in onda  | Telespettatori | Share  | Fonte  | Ospiti                                                       |
| ---------- | -------------- | -------------- | ------ | ------ | ------------------------------------------------------------ |
| 1          | 20 maggio 2024 | 2 491 000      | 16,93% | [ 12 ] | Gerry Scotti                                                 |
| 2          | 27 maggio 2024 | 2 449 000      | 17,03% | [ 13 ] | –                                                            |
| 3          | 3 giugno 2024  | 2 666 000      | 18,64% | [ 14 ] | –                                                            |
| Semifinale | 10 giugno 2024 | 2 399 000      | 18,55% | [ 15 ] | Cristian Imparato, Lina Rizzi                                |
| Finale     | 12 giugno 2024 | 2 409 000      | 17,92% | [ 16 ] | Angelica, Benedetta e Cecilia Chiaravalle, Beatrice Pizzorno |
| Media      | Media          | 2 482 000      | 17,81% |        |                                                              |

### Ascolti giornalieri

#### Canale 5
In questa tabella sono indicati i risultati in termini di ascolto della striscia quotidiana, andata in onda dal 22 maggio al 12 giugno 2024 su Canale 5 dal lunedì al venerdì alle 16:10 (dal 22 al 24 maggio 2024) e in seguito alle 14:45 (dal 27 maggio al 12 giugno 2024), con il titolo Io canto Family Pillole.
|                | Martedi            | Martedi            | Martedi            | Mercoledì | Mercoledì | Mercoledì      | Giovedì            | Giovedì            | Giovedì            | Venerdì                     | Venerdì                     | Venerdì                     | Lunedì             | Lunedì             | Lunedì             | Media settimanale | Media settimanale |
| Telespettatori | Share              | Fonte              | Telespettatori     | Share     | Fonte     | Telespettatori | Share              | Fonte              | Telespettatori     | Share                       | Fonte                       | Telespettatori              | Share              | Fonte              | Telespettatori     | Share             |                   |
| -------------- | ------------------ | ------------------ | ------------------ | --------- | --------- | -------------- | ------------------ | ------------------ | ------------------ | --------------------------- | --------------------------- | --------------------------- | ------------------ | ------------------ | ------------------ | ----------------- | ----------------- |
| Settimana 1    | Non andato in onda | Non andato in onda | Non andato in onda | 1 757 000 | 18,90%    | [ 17 ]         | 1 430 000          | 17,10%             | [ 18 ]             | 1 581 000                   | 18,50%                      | [ 19 ]                      | 1 964 000          | 18,44%             | [ 13 ]             | 1 683 000         | 18,24%            |
| Settimana 2    | 1 602 000          | 15,10%             | [ 20 ]             | 1 734 000 | 16,30%    | [ 21 ]         | 1 857 000          | 16,90%             | [ 22 ]             | 1 795 000                   | 15,80%                      | [ 23 ]                      | 1 664 000          | 15,90%             | [ 14 ]             | 1 730 000         | 16,00%            |
| Settimana 3    | 1 796 000          | 17,42%             | [ 24 ]             | 1 738 000 | 16,92%    | [ 25 ]         | 1 856 000          | 18,29%             | [ 26 ]             | Dati Auditel non rilevabili | Dati Auditel non rilevabili | Dati Auditel non rilevabili | 1 745 000          | 16,23%             | [ 15 ]             | 1 783 000         | 17,22%            |
| Settimana 4    | 1 732 000          | 17,20%             | [ 27 ]             | 1 669 000 | 16,40%    | [ 16 ]         | Non andati in onda | Non andati in onda | Non andati in onda | Non andati in onda          | Non andati in onda          | Non andati in onda          | Non andati in onda | Non andati in onda | Non andati in onda | 1 700 500         | 16,80%            |
| Media          | Media              | Media              | Media              | Media     | Media     | Media          | Media              | Media              | Media              | Media                       | Media                       | Media                       | Media              | Media              | Media              | 1 728 000         | 17,03%            |